# Trichophaea minuta
Trichophaea minuta är en svampart som först beskrevs av Cain, och fick sitt nu gällande namn av Korf 1973. Trichophaea minuta ingår i släktet Trichophaea och familjen Pyronemataceae.   Inga underarter finns listade i Catalogue of Life.